# Koptové
Koptové (z řeckého αιγυπτος „Egypťané“, arabský قبط, množné číslo أقباط) je etnicko-konfesionální skupina, potomci starých Egypťanů. Pravděpodobně se jedná o přímé potomky nejstarších Egypťanů, jejichž předkové v prvních staletích přijali křesťanství (ne nutně). V průběhu staletí se však význam slova posunul, takže dnes označuje především egyptské křesťany. [zdroj?]

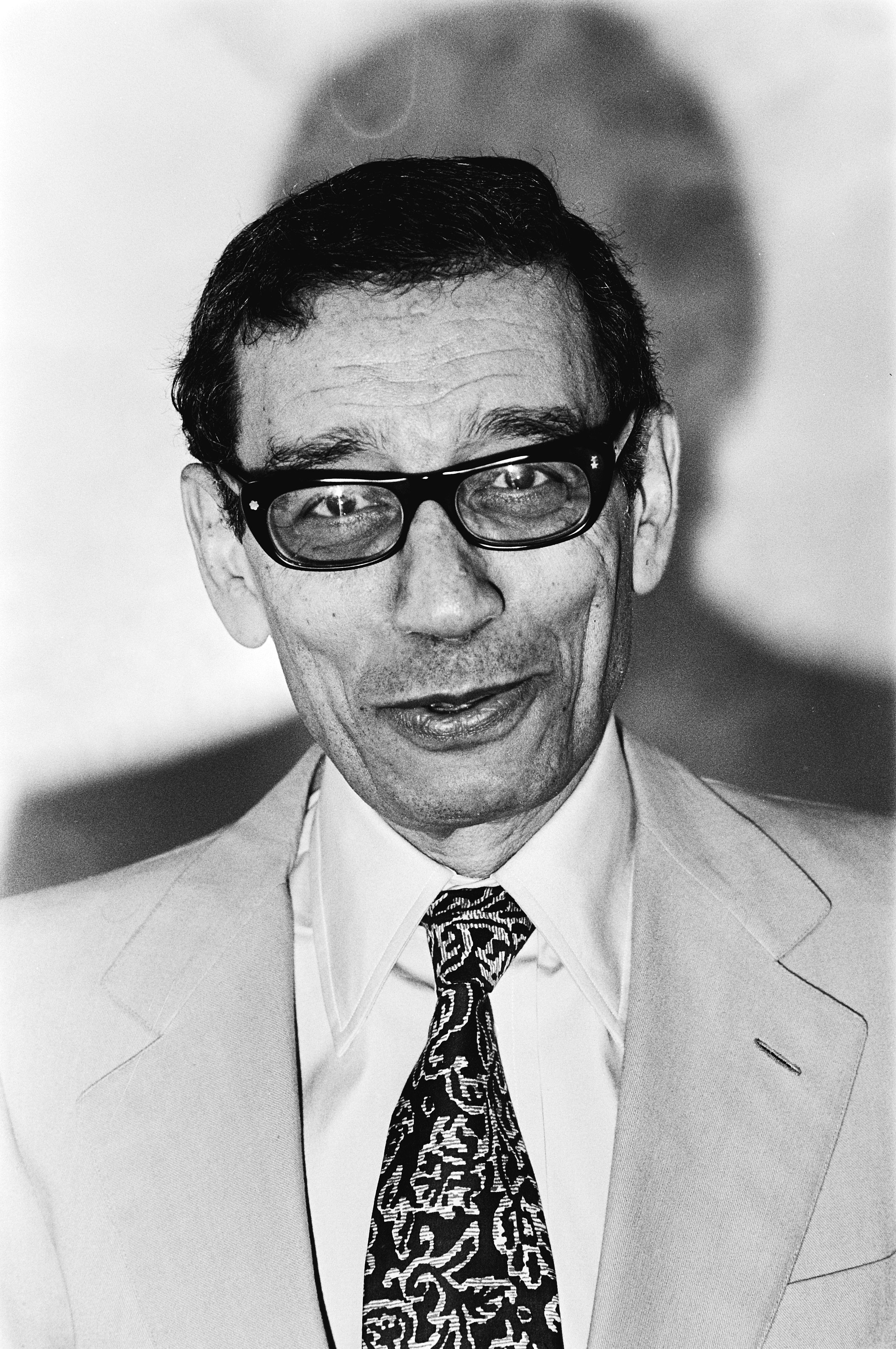
Butrus Butrus-Ghálí, ministr zahraničních věcí Egypta (1978-1979), generální tajemník OSN (1992-1996)

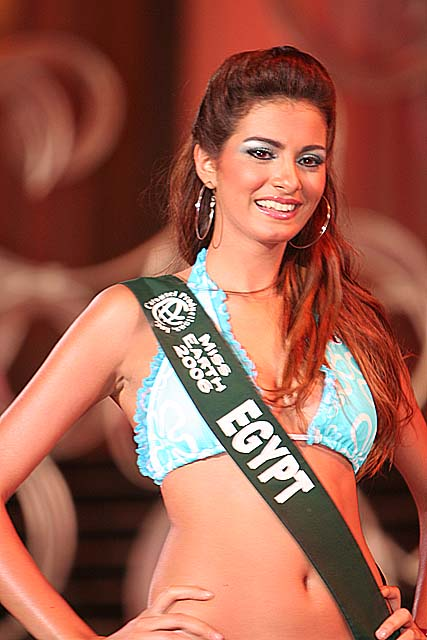
Miss Egypta 2005 Meriam Georgeová náleží ke Koptům

V moderním smyslu se označení vztahuje často na členy koptské pravoslavné a koptské katolické církve nehledě na jejich národnost, takže se coby o Koptech hovoří i o etiopských a eritrejských křesťanech, případně též o Núbijcích před jejich přijetím islámu. [zdroj?]
Koptský Nový rok nazývaný Neyrouz a je slaven 11. září (v přestupném roce 12. září).

## Koptové dnes
V dnešní době tvoří koptové křesťanskou menšinu hlavně v Egyptě, Libyi a Súdánu, ale můžeme se s kopty setkat i v jiných státech. Jejich přesný počet lze těžko zjistit, neboť zdroje se značně liší. Nejčastější odhady jsou asi 9 milionů, z toho cca 300 tisíc v exilových diasporách. Podle jiných studii počet Koptů je vice než 17 milionů.
Oficiální vládní zprávy hovoří o 8-10%, zprávy neoficiálních církevních zdrojů uvádí až 20% obyvatel Egypta. Koptové jsou však stále pronásledováni muslimskými fanatiky, a navzdory tomu provádějí úspěšně misijní činnost a to hlavně v anglickojazyčných západních zemích. 
V posledních letech dochází k výrazné emigraci koptských křesťanů z Egypta do okolních zemí i dál (USA asi 100 - 300 tisíc osob, Francie 250 tisíc, Kanada 10 tisíc, Austrálie 32 tisíc, Spojené království 30 tisíc), především kvůli muslimskému útlaku a diskriminaci. Podle údajů organizace, která hájí lidská práva, koptové nemají příliš šancí neúnosnou situaci úspěšně řešit, neboť podle jejich informací ani v jedné z 26 egyptských provincií není žádný koptský guvernér, ze 127 egyptských vyslanců v zahraničí je pouze jeden z řad koptů atd. Dle zpráv Rady je celková situace katolických i evangelických křesťanů i v dalších zemích Blízkého východu stále kritičtější.

## Význačné koptské osobnosti
- Butrus Butrus-Ghálí, diplomat a politik, v letech 1992 až 1996 působil jako generální tajemník OSN
- Dina Powellová, poradkyně amerického prezidenta pro bezpečnost
- Rami Malek, americký herec koptského původu
- Órigenés, teolog představitel alexandrijské školy
- Cyril Alexandrijský, teolog, alexandrijský patriarcha
- Atanáš Alexandrijský, alexandrijský patriarcha
- Diskoros I. Alexandrijský, alexandrijský patriarcha
- Cyril VI. Alexandrijský, koptský papež